# Malcoa-castanho
O malcoa-castanho (Rhinortha chlorophaea) é uma espécie de ave da família Cuculidae. Antigamente, era frequentemente colocado em Phaenicophaeus com os outros malcoas, mas é uma espécie bastante distinta, com várias autapomorfias e dimorfismo sexual (que seus parentes presumidos não possuem).
Pode até não estar intimamente relacionado com os verdadeiros malcoas, mas forma uma linhagem muito básica de cuculídeos; em qualquer caso, sua colocação no gênero monotípico Rhinortha é bem justificada.
Pode ser encontrado em Brunei, Indonésia, Malásia, Mianmar, Cingapura e Tailândia. Os seus habitats naturais são as florestas subtropicais ou tropicais húmidas de baixa altitude.